# Луго
Лу́го (исп. и галис. Lugo) — город на северо-западе Испании, административный центр одноимённой провинции в составе автономного сообщества Галисия.

## История
Город был основан кельтами предположительно в III веке до н. э. и получил название в честь солярного бога Луга (ирл. Lugh, букв. «Сияющий»). В 25 году до н. э. на месте поселения галлов центурионом Гаем Антисием основан был римский форт.

## Достопримечательности
Всемирно известна городская стена древнеримского периода — памятник Всемирного наследия ЮНЕСКО.
Также университет Сантьяго-де-Компостела имеет здесь отдельный кампус.

## Известные жители
- Энрикета Отеро Бранко —  галисийская коммунистка, деятельница женского движения, участница национально-освободительной борьбы, учительница и партизанка.
- Луго, Бернардо де — испанский лингвист, миссионер. Составил первый словарь и грамматику языка чибча-муисков.

## Города-побратимы
- Ферроль, Испания[1]
- Виана-ду-Каштелу, Португалия[2]
- Динан, Франция
- Циньхуандао, Китай (2008)[3]